# Hasenkrug
Hasenkrug là một đô thị ở huyện Segeberg, bang Schleswig-Holstein Segeberg, ở bang Schleswig-Holstein, Đức. Đô thị Hasenkrug có diện tích 5,2 km², dân số thời điểm ngày 31 tháng 12 năm 2006 là 361 người.